# Formazza
Formazza é uma comuna italiana da região do Piemonte, província do Verbano Cusio Ossola, localizada a cerca de 160 km ao nordeste de Turim e a cerca de 50 km ao norte de Verbania, na divisa da Itália com a Suíça. Estende-se por uma área de 131,8 km², e tem cerca de 443 habitantes, segundo dados de 31 de dezembro de 2004.
A comuna faz divisa com Baceno e Premia, na Itália. Também faz fronteira com as comunas suíças de Bedretto, Bignasco, Binn, Bosco Gurin, Cavergno, Premia, Reckingen-Gluringen e Ulrichen.

## Demografia
| Variação demográfica do município entre 1861 e 2011                               |
|                                                                                   |
| Fonte: Istituto Nazionale di Statistica (ISTAT) - Elaboração gráfica da Wikipedia |